# Fets dels Apòstols
Els Fets dels Apòstols és el cinquè llibre del Nou Testament, parla de la fundació de l'Església cristiana i la difusió de el seu missatge a l'Imperi Romà. En principi era una part de l'Evangeli segons Lluc, però els textos se separaren abans de ser escrits els manuscrits que ens han arribat fins avui dia. Són de gran interès i valor històric.
Els fets i l'Evangeli segons Lluc formen una obra de dues parts, Lluc–Actes, del mateix autor anònim. Tradicionalment, l'autor és es creu que era Lluc l'evangelista, un metge que va viatjar amb Pau l'apòstol. Normalment es data al voltant de l'any 80–90 dC, tot i que alguns estudiosos suggereixen entre l'110 i el 120 dC. La primera part, l'Evangeli de Lluc, explica com Déu va complir el seu pla per a la salvació del món mitjançant la vida, la mort i la resurrecció de Jesús de Natzaret. Els fets continua la història del període apostòlic, començant amb l'ascensió de Jesús al Cel. Els primers capítols, situats als Jerusalem, descriuen el Dia de Pentecosta (la vinguda de l'Esperit Sant), l'expulsió dels cristians de Jerusalem i l'establiment de l'església a Antioquia. Els capítols posteriors narren la continuació del missatge sota l'apòstol Pau i conclou amb el seu empresonament a Roma, on espera el judici.
Lluc-Actes és un intent de respondre a un problema teològic, és a dir, com el Messies dels jueus va arribar a tenir una església majoritàriament no jueva; la resposta que proporciona és que el missatge de Crist va ser enviat als gentils perquè el els jueus el van rebutjar. Lluc-fets també es pot veure com una defensa del moviment de Jesús adreçada als jueus: la major part dels discursos i sermons dels fets s'adrecen al públic jueu, amb els romans com a externs, àrbitres en disputes sobre costums i lleis jueves. D'una banda, Lluc retrata els seguidors de Jesús com una secta dels jueus, i per tant, té dret a protecció legal com a religió reconeguda; de l'altra, Lluc sembla poc clar quant al futur que Déu pretén per als jueus i els cristians, celebrant la jueva de Jesús i els seus seguidors immediats, alhora que subratlla com els jueus havien rebutjat el Messies.

## Autoria
Malgrat que l'autor del llibre no n'esmenta mai el nom, la tradició d'atribuir-ne a Sant Lluc l'autoria data almenys del segon quart del segle ii. Ireneu, Tertul·lià, Climent i Orígenes donaven com a autor a Lluc, el company de Pau.
El mateix llibre dels Fets indica que fou escrit per un company de Pau. En el capítol 16, versicle 10, l'escriptor, sense previ avís, passa de la tercera persona a la primera: «Allí, de nit, Pau va tenir aquesta visió: un home de Macedònia estava dret al seu davant i li suplicava: “Vine a Macedònia i ajuda'ns.” Després d'aquesta visió vam buscar tot seguit de partir cap a Macedònia, convençuts que Déu ens hi cridava per anunciar-los la bona nova.»［Ac 16:9-10］

## Datació
La datació majoritària (Norman Perrin, E. Lohse, P. Vielhauer, O. Cullman) situa a aquest llibre en els anys 80, perquè aquesta és la dècada en què se sol datar l'Evangeli segons Lluc, que era posterior. Altres autors com E. Schürer o F.C. Burkitt proposen que Fets era posterior a les Antiguitats Jueves (any 93 dC) de Flavi Josep, al senyalar possibles dependències dels Fets respecte a l'obra de Flavi Josep. Aquesta teoria ha estat refusada per autors com Adolf von Harnack, F.J. Foackes Jackson, W. Kümmel, G.W.H. Lampe y T.W. Manson.